# Xavera
Xavera nebo též Xaverie je staré ženské jméno baskického původu. Jde o ženskou podobu křestního jména Xaver, se kterým společně slaví svátek 3. prosince. Dříve se nejčastěji pojilo se jménem Františka, podobně jako jméno Xaver se pojilo se jménem František, na počest svatého Františka Xaverského.
V Česku žijí čtyři nositelky jména Xavera, zatímco jméno Xaverie se zde již nevyskytuje. Na světě žije k roku 2014 přibližně 4 172 nositelek jména Xaverie, z nichž nejvíce žije v Kamerunu, a 893 nositelek jména Xaveria (nejvíce v Tanzanii). Jméno Xavera je na světě velmi vzácné, žije přibližně 32 nositelek, nejvíce z nich se vyskytuje v Česku, na Slovensku a v Konžské demokratické republice (po čtyřech nositelkách).

## Domácké podoby
Mezi domácké podoby křestního jména Xavera patří Xaverka, Xavuška, Xavuše, Xavička, Xavinka, Xáva a Xávka.

## Významné osobnosti
- svatá Františka Xaverie Cabriniová – americká římskokatolická řeholnice italského původu
- Františka Xavera Běhálková – česká industriální učitelka
- Františka Xaverie z Lichtenštejna – česká kněžna
- Xaveria Rudlerová – francouzsko-německá řeholnice
- velké množství šlechtičen s mnoha jmény, která zahrnovala i jméno Xaverie, jako například:
  - Alžběta Saská
  - Anna Saská
  - Františka Josefa Portugalská
  - Marie Anna Saská (1728)
  - Marie Anna Saská (1799)
  - Marie Augusta Saská
  - Marie Amálie Saská
  - Marie Josefa Habsburská
  - Marie Josefa Saská
  - Marie Ferdinanda Saská
  - Marie Kristýna Saská